# Michie
Michie est une municipalité américaine située dans le comté de McNairy au Tennessee.
Selon le recensement de 2010, Michie compte 591 habitants. La municipalité s'étend sur 5,62 milles carrés (14,56 km2).
La localité est d'abord appelée Pea Ridge. Elle est renommée lors de l'arrivée de la poste, en l'honneur d'une famille locale : les Michie. Elle devient une municipalité en 1961.